# Sam Phillips (producent)
Samuel Cornelius (Sam) Phillips (Florence (Alabama), 5 januari 1923 - Memphis (Tennessee), 30 juli 2003) was een Amerikaanse radio-ondernemer en platenbaas, oprichter van het Sun-label.
Hij was de ontdekker van Elvis Presley en stond aan de basis van de carrières van de artiesten Carl Perkins, Johnny Cash, Jerry Lee Lewis en B.B. King. Phillips geldt als pionier van de rock-'n-roll en wordt gezien als een van de belangrijkste personen in de ontwikkeling van de twintigste-eeuwse moderne muziek.

## Jeugd
Phillips werd geboren als laatste van acht kinderen van Charles Tucker Phillips en Madge Ella Lovelace Phillips. De familie Phillips had een pachtboerderij ter grootte van tweehonderd hectare in de buurt van Florence, en worstelde, net als anderen om de Grote Depressie te overleven. Terwijl hij samen met verarmde zwarte arbeiders katoen plukte, kreeg de jongste Phillips waardering voor Afrikaans-Amerikaanse muziek die zijn leven en carrière zou bepalen.
Phillips volgde onderwijs op Coffee High School in Florence, hij dirigeerde de schoolband en had de ambitie om strafrechtadvocaat te worden. Zijn vader was echter failliet gegaan door de Grote Depressie en stierf in 1941, waardoor Phillips genoodzaakt werd de middelbare school te verlaten om voor zijn moeder en tante te zorgen. Om het gezin te onderhouden werkte hij in een kruidenierswinkel en daarna in een uitvaartcentrum. In 1942 ontmoette Sam Phillips de toen 17-jarige Rebecca "Becky" Burns, zijn toekomstige vrouw, terwijl ze allebei werkten bij het WLAY-radiostation in Muscle Shoals, Sheffield, Alabama.

## Sun studio en Sun Recording
Phillips werd in 1945 diskjockey en opnametechnicus bij radiostation WREC in Memphis. Vijf jaar later, op 3 januari 1950, begon hij naast  zijn radiowerk de opnamestudio  "Memphis Recording Service" op 706 Union Avenue in Memphis.
Sam Phillips begon zijn muziekstudio als een plek waar iedereen, tegen minimale kosten, zijn muziek op vinyl kon laten zetten, zowel voor liedjes bij huwelijken als begrafenissen, met als motto: "We Record Anything, Anywhere, Anytime.". Tijdens de uren waarop hij bij WREC werkte werd de studio gerund door Marion Keisker.
Al snel richtte Phillips zijn eigen platenmaatschappij Sun Records op om zodoende zijn producties ook zelf aan de man te brengen.
Zijn eerste successen behaalde Phillips met Presley. De jonge muzikant liep in 1953 het nietszeggende gebouwtje binnen, om een plaatje voor zijn moeder te maken. De eerste keer was Phillips niet aanwezig, maar wel zijn secretaresse Marion Keisker die onmiddellijk gegrepen was door het talent  en de stijl van Elvis. De volgende keer was Phillips wel aanwezig om Elvis te ontmoeten. Naar verluidt beviel Phillips het liedje dat hij wilde zingen niet en samen gingen ze aan het werk om in de plaats daarvan de single That's All Right Mama (1954) op te nemen. Daarna volgden nog een paar succesvolle singles, maar geen complete albums met Presley. Pas in 1957, twee jaar na het vertrek van Presley, zou Phillips albums gaan uitbrengen. Ook de opnames van het befaamde Million Dollar Quartet, met Elvis, Jerry Lee Lewis, Carl Perkins en Johnny Cash, stammen uit deze studio.
In 1955 verkocht Phillips het contract van Presley voor 35.000 dollar, een recordbedrag in die dagen, aan platenmaatschappij RCA. Hij behaalde vervolgens successen met zangers als Carl Perkins, Johnny Cash en Jerry Lee Lewis. Roy Orbison stond ook twee jaar onder contract, maar afgezien van de eerste single, was hij niet echt succesvol.
In 1960 verhuisde Sam Phillips zijn studio naar een groter pand op 639 Madison Avenue, de Sam Phillips Recording Service, Inc.
Veel artiesten verhuisden in de volgende jaren naar Nashville, waar studio's en goede achtergrondmuzikanten volop aanwezig waren, maar Phillips bleef in Memphis, al opende hij zelf ook een studio in Nashville, die hij na korte tijd weer verkocht. In 1969 verkocht Phillips zijn platenlabel met bijbehorende catalogus en mastertapes aan Mercury Records. 

## Radio-stations
Phillips startte met zijn familie de Big River Broadcasting Corporation met meerdere radiostations in Florence, Alabama en in  Lake Worth, Florida.
In 1955 startte hij radiostation WHER, dat volledig door vrouwen gerund werd.

## Overig
- Phillips was een van de eerste inversteerders in de Holiday Inn-keten.
- Phillips was oprichter van de platenlabels Phillips International Records and Holiday Inn Records.
- In 1986 werd Phillips als eerste non-performer opgenomen in de Rock and Roll Hall of Fame[2], een jaar later in de Alabama Music Hall of Fame en in 2001 in de Country Music Hall of Fame.
- Sam Phillips wordt in de film Elvis uit 2022 vertolkt door Josh McConville.

## Latere jaren en overlijden
Op latere leeftijd kreeg Phillips longproblemen en was geruime tijd ziek.
Hij overleed in het St.Francis Hospital in Memphis, op 30 juli 2003, slechts één dag voordat de oorspronkelijke Sun Studio werd aangewezen als National Historic Landmark, en iets meer dan een maand voor de dood van voormalig Sun Records-ster Johnny Cash. Phillips is begraven op de Memorial Park Cemetery in Memphis.